# Thomandersia
Thomandersia — єдиний рід Thomandersiaceae, африканської родини квіткових рослин. Thomandersia — рід кущів і невеликих дерев із шістьма видами, які поширені в Центральній і Західній Африці.
Thomandersia традиційно класифікується в родині Acanthaceae на основі морфології кількома авторами, включаючи APG I 1998, APG II 2003, і в Schlegeliaceae на веб-сайті APG ботанічного саду Міссурі, у списку родів цієї родини, але Стівенс стверджує, що слід вважатися поза цим таксоном через слабку підтримку та розглядати Thomandersiaceae.
Рід був підвищений до родинного статусу раніше Sreemadhavan 1976 та 1977 на основі анатомії листя та морфології пиляка, а нещодавно Wortley et al. 2005 та 2007, на основі філогенетичного аналізу генетичного матеріалу.
Під такою назвою рід був описаний у 1892 році французьким ботаніком Анрі Ернестом Байоном.

## Види
- Thomandersia anachoreta Heine
- Thomandersia butayei De Wild.
- Thomandersia congolana De Wild. & T. Durand
- Thomandersia hensii De Wild. & T. Durand
- Thomandersia laurentii De Wild.
- Thomandersia laurifolia (T. Anderson ex Benth.) Baill.